# 성 게오르기오스 성당 (카이로)

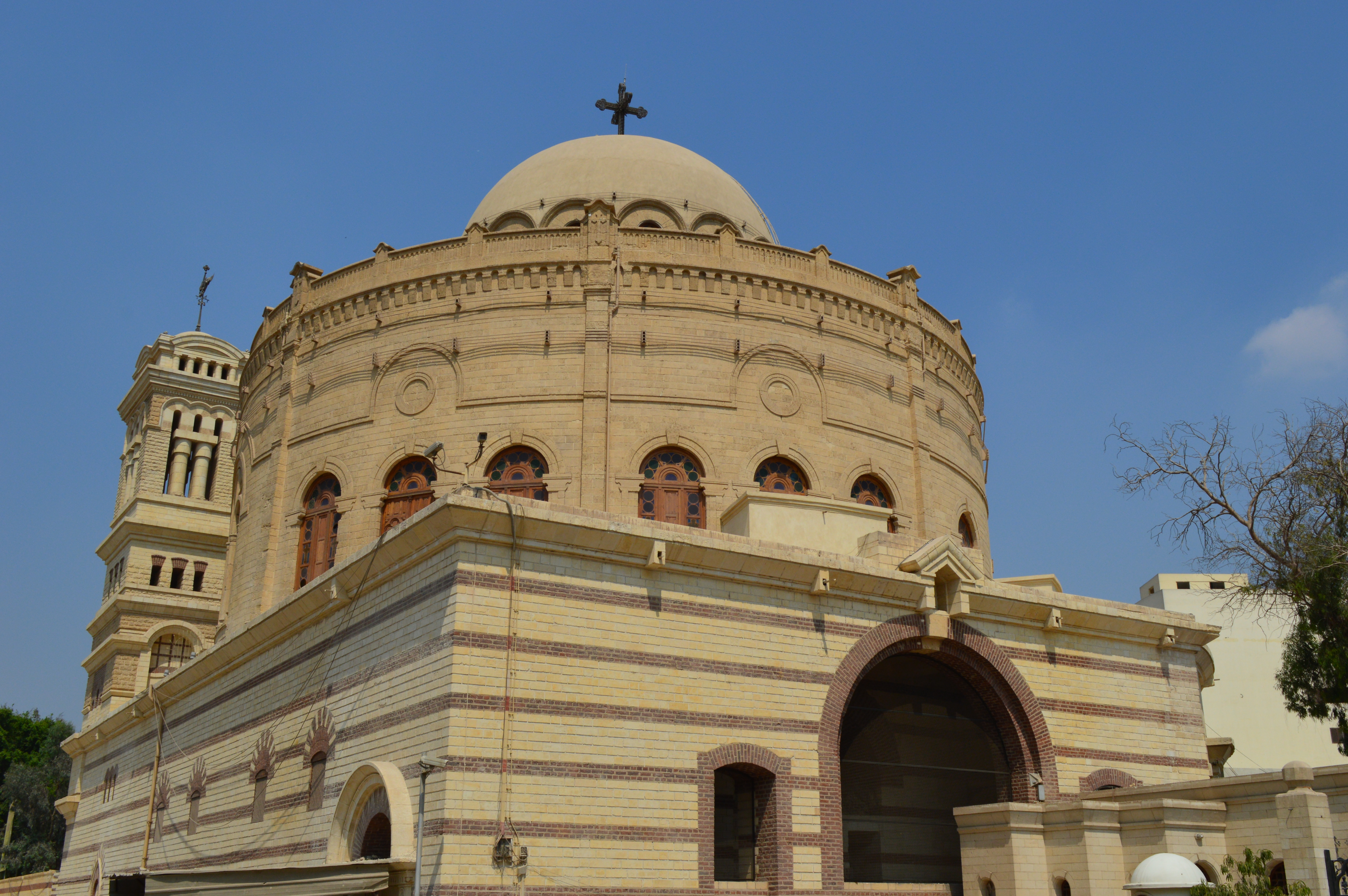
성 게오르기오스 성당

성 게오르기오스 성당(아랍어: كنيسة القديس جورج, 그리스어: Εκκλησία Αγίου Γεωργίου)는 이집트 카이로 바빌론 요새에 위치한 기독교 성당이다. 이 교회당은 동방 정교회 알렉산드리아 그리스 정교회에 소속되어 있다. 교회의 역사는 10세기 이전으로 거슬러 올라간다. 현재의 교회 건물은 1904년 화재로 인해 재건되었으며, 1909년에 완공되었다. 이집트에 소재한 유일한 원형 교회 건조물로 알려져 있다.

## 같이 보기
- 알렉산드리아 그리스 정교회